# 南Q阿伝
『南Q阿伝』（なくあでん）は、光永康則による日本の漫画。『月刊少年シリウス』（講談社）にて、2012年4月号から2014年11月号まで連載された。作者の別作品である『怪物王女』に登場するサブキャラクター南久阿（なくあ）を主人公とするスピンオフ作品。
第23話において、『怪物王女』本編との関連性が示唆された。しかし『怪物王女』では邪神扱いであった南久阿が本作品では神格をともなった神となっており、渡来神の侵略から日本を守ろうとしている。

## あらすじ
ペリーの来航によって開国した日本。開国以来外国の文化が流入し、それは神々の世界も例外ではなかった。渡来神なる者が次々と神々に憑りつき国土を荒らし、日の本を乗っ取らんと画策している。そんな中、南久阿という神が立ち上がる。

## 登場人物

### 主要人物
南久阿（なくあ）
主人公。蜘蛛の化身であるが、本作品では「雲の神」であることも示唆されている。
人間の姿をしている際の外見は、長い黒髪の小柄な少女。作中ではほぼ一貫して黒いセーラー服に白いニットカーディガンを着用。ちなみに下着は縞パンである。体格と服装から、第4話では「JC（女子中学生）の神」と呼ばれていた。
『怪物王女』同様、本作品でも橋を好んでいる。橋を好む理由は「蜘蛛の巣に似ている」（＝トラス構造）からであり、同様の理由で公共インフラ施設も好んでいると、東京門橋を見学した際にTVリポーターの取材に答えている。お菓子＝甘い物が好きな性質も『怪物王女』本編と同様であり、出来映えの評価が辛いことも共通している。
神田 太郎（かんだ たろう）
ごく普通の男子高校生だが、実は幼少時に瀕死であった南久阿の下僕である太郎丸の宿主となったことで、超人的な身体能力を持っている。大食漢。南久阿や銀子と共に渡来神を滅ぼすために戦う。
南代 祝詞（みなしろ のりと）
太郎のクラスメイトの女子高生。実家の南雲神社で巫女をしている。南久阿の存在は当初は把握できなかったが、あるきっかけから見ることができるようになる。
大上 銀子（おおがみ ぎんこ）
獣人の一族。正体は巨大な狼。故郷の村と一族を渡来神の謀略で失い、復讐を果たした後も南久阿とともに行動する。戦闘時には狼となって戦うが、服を着られないため人間姿に戻ると毎回全裸になる。

### 協力者
八咫烏（やたがらす）
南久阿の下僕。半透明の巨大な烏姿で、偵察や伝達の任を請け負うが、主人や同僚には余り協力的ではない。性別は無いが女性口調で話す。
太郎丸（たろうまる）
南久阿の下僕。巨大な蜘蛛の姿をしており、現在は過去の戦いで受けたダメージからの回復をはかっている最中。太郎の体内に宿っている。
次郎丸（じろうまる）
南久阿の下僕。太郎丸と同じく巨大な蜘蛛の姿をしている。
WWW（スリーダブリュ）の神
東京の秋葉原に住んでいる少女姿の蜘蛛神。ワールド・ワイド・ウェブを世界に広がる蜘蛛の巣と称し、ネットには強い。南久阿と協力関係にある。外出時はメイド服を着るが、普段はゴミだらけの部屋で全裸で過ごしている。
鯛釣り名人の神
御神渡りを成功させんとする建御名方神を助けるために南久阿が呼び寄せた神。見事渡来神に憑りつかれた大ナマズを釣り上げ、殴って渡来神を引きはがした。
匿名希望の神
行方不明となった南久阿の捜索に協力するためにやってきた神。頼みごとは無下に出来ない性質で、悪い癖であるとしている。空間の歪に入り込むことができる。本来であれば荼枳尼天を打ち負かすほど強く、戦いの神ともされているが、太郎が体を借りた際はかなり弱くボコボコにされてしまった。
天照大神（あまてらすおおみかみ）
記紀神話において最高の神とされる女神。本作では危機に陥った南久阿らを日光で救った。

### 敵対者
渡来神（とらいしん）
第三国から日本へとやって来る侵略者。日本の神に取りついて「荒神」とさせ、各地で天変地異や悪事を引き起こさせる。
グレタ・ルゴシュ
純血の女性吸血鬼。『怪物王女』にも登場するが、同一人物なのかどうかは不明。第11話の事件で、南久阿らとは対立関係に。本作では、『怪物王女』に登場した純血の吸血鬼・カロラインと同じく、ルゴシュ姓になっている。
ヴェラ
「白魔」と呼ばれる氷女。北方出身らしく、ロシア語を話す。渡来神に取りつかれてしまい、南久阿と北海道と東北で二度戦うことになる。二度目の戦いの後は正気に戻り、会話も日本語になる。南久阿と同じように渡来神を共通の敵とし、敵の敵は味方のセオリーから協力関係をきずく。

### 荒神
「こうじん」ではなく「あれがみ」と読む。渡来神に取りつかれ荒ぶる日本の神々の総称。
火車（かしゃ）
悪行を積み重ねた末に死んだ者の亡骸を奪うとされているが、渡来神に取りつかれてしまい銀子の祖父の遺体を奪う。その後は南久阿らによって解放され、ヴェラが北海道を襲撃した際には南久阿らに協力している。
海坊主（うみぼうず）
渡来神に取りつかれてしまい台風を起こしタンカーを沈めようとしていたが、南久阿らによって解放される。
目目連（もくもくれん）
人間の目そのままのような格好の神。南久阿によると普段から覗き癖があるらしい。渡来神に取りつかれてしまい、文字どおり目として使われそうになるが解放された。
大ナマズ
諏訪湖の主たる大きなナマズ。渡来神に憑かれてしまい、御神渡りを成功させんとする建御名方神を邪魔する。

### その他
神田 那由（かんだ なゆ）
太郎の妹。女子小学生。
神田 多重子（かんだ たえこ）
太郎と那由の叔母。

## 書誌情報
- 光永康則（著）『南Q阿伝』講談社、全6巻
  1. 2012年11月9日初版発行（同日発売[2]）ISBN 978-4-06-376373-7
  2. 2013年4月9日初版発行（同日発売[3]）ISBN 978-4-06-376397-3
  3. 2013年9月9日初版発行（同日発売[4]）ISBN 978-4-06-376420-8
  4. 2014年1月9日初版発行（同日発売[5]）ISBN 978-4-06-376441-3
  5. 2014年6月9日初版発行（同日発売[6]）ISBN 978-4-06-376466-6
  6. 2014年12月9日初版発行（同日発売[7]）ISBN 978-4-06-376514-4